# Brattaberget
Brattaberget este o arie protejată (arie specială de conservare — SAC, sit de importanță comunitară — SCI) din Suedia întinsă pe o suprafață de 24,2 ha, integral pe uscat.

## Localizare
Centrul sitului Brattaberget este situat la coordonatele 58°02′32″N 14°36′13″E / 58.0423°N 14.6036°E.

## Înființare
Situl Brattaberget a fost declarat sit de importanță comunitară în iulie 2000 pentru a proteja 1 specie de plante. Situl a fost protejat și ca arie specială de conservare în martie 2011.

## Biodiversitate
Situată în ecoregiunea boreală, aria protejată conține 1 habitat natural: Taiga vestică.
La baza desemnării sitului se află o specie protejată de  plante: Buxbaumia viridis.